# 嶋田幸男
嶋田 幸男（しまだ さちお、1948年 - ）は、日本の建築家。

## 来歴
東京都に生まれる。
1972年に日本大学理工学部建築学科を卒業し、U研究室に入所する。
1985年に七月工房を設立した。
主な作品に、石打関山神社歌舞伎舞台（1989年）世田谷区ねこじゃらし公園（1994年）東京都墨田清掃工場（1997年）大学セミナーハウスDining Hallやまゆり（2016年）などがある。